# 查莉·达梅利奥
查莉·达梅利奥（英語：Charli D'Amelio，2004年5月1日—），美国社交媒体红人、舞者，2019年上传个人首支舞蹈视频到TikTok，到2020年3月成为TikTok上关注人数最多的帐号。

## 生涯
达梅利奥于2019年夏季开始上传热门歌曲的舞蹈视频到TikTok，她的首个TikTok视频是与朋友一起对口型假唱。她在TikTok收获6450万人关注，在Instagram有2010万人跟踪，YouTube有473万订阅，Twitter有220万关注，其中在TikTok于2020年3月25日超越洛伦·格雷，成为TikTok关注人数最多的帐号。
2019年，前索尼音乐娱乐总裁芭芭拉·琼斯（Barbara Jones）的艺人经纪公司Outshine Talent签约达梅利奥。2020年1月，达梅利奥转投联合人才经纪公司。她与其他网红为萨布拉鹰嘴豆泥（Sabra Hummus）拍摄超级碗广告。在第五十四届超级碗中，她受邀与珍妮弗·洛佩兹见面，共同打造“J Lo超级碗挑战”TikTok挑战活动。2020年1月，《纽约时报》称她为TikTok的“无冕女王”。
达梅利奥与包括姐姐迪克西·达梅利奥在内的其他18位内容创作者组成TikTok内容小组炒作之家。2020年5月，达梅利奥的代表向《好莱坞报道者》确认达梅利奥姐妹因认为组合逐渐商业化，失去了原有的乐趣而离开组合。此前，达梅利奥在2020年NBA全明星赛上与炒作之家的成员和Renegade舞的缔造者贾莱娅·哈蒙（Jalaiah Harmon）一起跳舞。2020年3月27日，演员諾亞·施納普亮相达梅利奥的YouTube频道。2020年5月，她和姐姐宣布签约漫步播客网络（Ramble Podcast Network），制作两人的幕后生活及关于他们思想的特别专题内容。
2020年5月，《好莱坞报道者》称她是TikTok的“大明星”。
2020年6月17日，达梅利奥在TikTok以另一化身大麦·达梅利奥（Barley D'Amelio）的名义发表非专业内容，吸引250万人关注。截至2020年6月19日，她的主账号累计关注人数达到6450万。达梅利奥在2020年6月在美国发行的2019年动画儿童电影《太空狗与涡轮猫》中饰演小叮当，标志着她在故事片中的第一个角色。

## 个人生活
直系亲属身为政治人物的父亲马克·达梅利奥（Marc D'Amelio）、母亲海蒂·达梅利奥（Heidi D'Amelio）和姐姐。
2020年1月，达梅利奥确认与同为TikTok红人的蔡斯·哈德逊恋爱，同年4月14日两人分手。
在与姐姐为联合国儿童基金会录制的视频中，达梅利奥亲述自己曾遭受欺凌和身体羞辱。
2020年4月，达梅利奥向家乡诺沃克医院捐赠5万美元，为医疗人员提供应对2019冠状病毒病疫情的关键物资。